# Chevry-en-Sereine
Chevry-en-Sereine – miejscowość i gmina we Francji, w regionie Île-de-France, w departamencie Sekwana i Marna.
Według danych na rok 1990 gminę zamieszkiwały 383 osoby, a gęstość zaludnienia wynosiła 17 osób/km² (wśród 1287 gmin regionu Île-de-France Chevry-en-Sereine plasuje się na 874. miejscu pod względem liczby ludności, natomiast pod względem powierzchni na miejscu 51.).